# 8013 Gordonmoore
8013 Gordonmoore è un asteroide near-Earth del diametro medio di circa 2,3 km. Scoperto nel 1990, presenta un'orbita caratterizzata da un semiasse maggiore pari a 2,2002679 UA e da un'eccentricità di 0,4308941, inclinata di 7,56561° rispetto all'eclittica.